# Pseudocurimata
Pseudocurimata es un género de peces de la familia Curimatidae y de la orden de los Characiformes. Se encuentra en los tropicales de Sudamérica.

## Especies
- Pseudocurimata boehlkei Vari, 1989
- Pseudocurimata boulengeri (C. H. Eigenmann, 1907)
- Pseudocurimata lineopunctata (Boulenger, 1911)
- Pseudocurimata patiae (C. H. Eigenmann, 1914)
- Pseudocurimata peruana (C. H. Eigenmann, 1922)
- Pseudocurimata troschelii (Günther, 1860)

- Datos: Q6421231
- Multimedia: Pseudocurimata / Q6421231